# Jednostka remontowa
Jednostka remontowa – miara "złożoności remontowej", czyli stopnia trudności wykonania remontu. Przyjęto, że złożoność remontowa tokarki typu TR-45 to 10 jednostek remontowych. Złożoność remontową innych maszyn i urządzeń ustala się na podstawie odniesienia. 
Czas remontu (w roboczogodzinach) określa się poprzez jednostki remontowe. Najpierw ustala się (metodami statystycznymi) czas wykonania remontu kapitalnego. Czas wykonania innych prac remontowych ustalany jest wskaźnikowo: remont średni - 0,6; remont bieżący - 0,12; przegląd - 0,04.